# Vaavu
Vaavu är en administrativ atoll i Maldiverna.  Den ligger i den sydöstra delen av landet, den administrativa centralorten Felidhoo ligger 80 km norr om huvudstaden Malé. Antalet invånare vid folkräkningen 2014 var 1 811.
Vaavu består av de båda geografiska atollerna Felidhuatollen och den mindre, obebodda, Vattaruatollen. 
Den består av 19 öar, varav fem är bebodda: Felidhoo, Fulidhoo, Keyodhoo, Rakeedhoo och Thinadhoo. Det finns turistanläggningar på öarna Alimatha och Dhiggiri, men dessa räknas officiellt som obebodda.